# Odontria communis
Odontria communis är en skalbaggsart som beskrevs av Given 1952. Odontria communis ingår i släktet Odontria och familjen Melolonthidae. Inga underarter finns listade i Catalogue of Life.